# RADiOティンクル☆くるせいだーす
RADiO ティンクル☆くるせいだーす（らじお てぃんくる くるせいだーす、英:RADiO TWINKLE CRUSADERS）は、Lillianから発売されたティンクル☆くるせいだーすに関連したインターネットラジオ番組。2007年9月から2008年11月まで配信された。全31回+3回。略称はクルくるラジオ。
音泉で配信されており、伊藤静とこやまきみこの2人がパーソナリティをつとめる。
また、2010年9月から2010年11月まで、ティンクル☆くるせいだーすのコンシューマ版「ティンクル☆くるせいだーすGoGo」に関連して、RADiO ティンクル☆くるせいだーすGoGo Go!（らじお てぃんくる くるせいだーす ごーごーごー）が、斎賀みつきと後藤麻衣をパーソナリティとして配信された。こちらも本項にて扱う。

## 番組概要
- 2007年9月10日-2008年11月3日、音泉にて隔週月曜日配信。全31回。

ただし、あくまでも「いったん休止」であり、今後の再開もほのめかされている。
- パーソナリティ:伊藤静（九浄ヘレナ 役） / こやまきみこ（メリロット 役）
- 配信開始に先立ち、2007年8月27日から2週間、公式ページにて第0回として先行配信を行っていた。
- 番組内ではペンネームをクルくるネームと称している。
- 2008年11月27日より、「RADiOクル☆くる アンコール」として、毎週木曜日に公式ページにて第0回から順次再配信が行われた。
- 2008年12月29日に、コミックマーケット75のPencilブースにて、水霧けいとと長谷川明子をパーソナリティとして公開録音が行われ、「番外編inコミケ75☆」として2009年1月15日に公式ページで配信された。
- 2009年10月26日には、第32回が前後編で公開された。
- 2010年8月16日に、コミックマーケット78のPencilブースにて、斎賀みつきと後藤麻衣をパーソナリティとして公開録音が行われ、「番外編inコミケ78☆」として2010年8月19日に公式ページで配信された。実質的には後述する「RADiOティンクル☆くるせいだーすGoGo Go!」の第0回だが、「RADiOティンクル☆くるせいーだす」のページで公開されている。

## エピソード
- 第3回の配信時、ティンクル☆フレンズのコーナーを入れずに配信していたため、3日後になって、改めてコーナーを入れた版を配信した。また、このことについて公式ホームページ上でお詫びの文章が上げられていた。
- 同じWAYUTA.の制作しているインターネットラジオ『潮風放送局〜みなとらじお!』のCMが番組内で流されている。
- また逆に『潮風放送局〜みなとらじお!』、『開運☆野望神社』において、当番組のCMが流されていた。内容はコントやパロディ仕立てで番組を紹介したもので、定期的に内容が更新されている。
- 「ティンクル☆くるせいだーす」は2007年冬→2008年春→2008年5月→2008年9月と発売延期を繰り返したため、番組冒頭のゲーム紹介もそれに従って変更されている。

## コーナー
恒例の、ストーリー紹介!!
「ティンクル☆くるせいだーす」のストーリーをパーソナリティ2人が紹介するコーナー。放送の始まった頃は普通に紹介していたのだが、いつしか、リスナーからどのように紹介するかの要望を受けて、その通りに紹介するコーナーとなった。なお、要望が届いていない回は普通に紹介している。
ふつおた
普通のおたよりのコーナー
魔族発見！！
リスナーから寄せられた、自分の周りにいる「こういう人は魔族では」というお便りに対して、パーソナリティ2人が相談に乗るコーナー。
真の友情を掴み取れ！二人は、ティンクル☆フレンズ
第1回から第9回まで。リスナーから寄せられた、パーソナリティ2人の友情を試す試練に挑戦するコーナー。
星に願いを!
第10回から。リスナーから寄せられた願い事をパーソナリティ2人が流れ星に3回お願いするコーナー。
なぜかタイトルコールの一部で奇声を上げることが恒例になっている。
流星学園☆推薦図書
第10回から。リスナーから寄せられた「ワード」を2つ組み合わせて出来たタイトルの本があると仮定し、その本をパーソナリティが紹介し、どちらの紹介が良かったかをリスナーからの投票で競う対決コーナー。
真の女優はこの私！ザ☆エチュード
リスナーから寄せられた人物・行動・重要な台詞に従いパーソナリティ2人が順番にアドリブをするコーナー。
アドリブの難しさや罰ゲームの存在で、本人たちにはいささか不評である。
第30回で伊藤の負けが確定し、罰ゲームが課せられた。
おしえて!リリアンちゃんコーナー☆
ティンクル☆くるせいだーすに関する疑問、質問、リクエストなどをリスナーから募集し、それに答えるコーナー。

## 配信リスト
| 配信回 | 配信日         | サブタイトル                     | 備考                           |
| ------ | -------------- | -------------------------------- | ------------------------------ |
| 第0回  | 2007年8月27日  | センチメントなプレリュードの巻   | Lillian公式サイトにて公開      |
| 第1回  | 2007年9月10日  | 何事も最初が肝心なのですよ? の巻 |                                |
| 第2回  | 2007年9月24日  | R指定(?) の巻                    |                                |
| 第3回  | 2007年10月8日  | 妄想と現実の巻                   | 配信ミスのため10月11日に再配信 |
| 第4回  | 2007年10月22日 | Kawaii! の巻                     |                                |
| 第5回  | 2007年11月5日  | ぶどうハンターGの巻              |                                |
| 第6回  | 2007年11月19日 | Live For You! の巻               |                                |
| 第7回  | 2007年12月3日  | I want to ride my bicycle♪の巻   |                                |
| 第8回  | 2007年12月17日 | パティシエなきみこの巻           |                                |
| 第9回  | 2007年12月31日 | GO MY WAY!! の巻                 |                                |
| 第10回 | 2008年1月14日  | ハートフルな新年? の巻           |                                |
| 第11回 | 2008年1月28日  | WILD STRAWBERRY? の巻            |                                |
| 第12回 | 2008年2月11日  | WHITE LOVEの巻                   |                                |
| 第13回 | 2008年2月25日  | 恋してるんだもんっ♪の巻          |                                |
| 第14回 | 2008年3月10日  | ダ・カ・ラ...きゅん☆の巻         |                                |
| 第15回 | 2008年3月24日  | どんだけセブンティーンの巻       |                                |
| 第16回 | 2008年4月07日  | 君に咲くLove…の巻                |                                |
| 第17回 | 2008年4月21日  | いちごコンプリートの巻           |                                |
| 第18回 | 2008年5月05日  | Keep On Dreamingの巻             |                                |
| 第19回 | 2008年5月19日  | 五月病を吹き飛ばせ！の巻         |                                |
| 第20回 | 2008年6月02日  | 健康バンザイ！！の巻             |                                |
| 第21回 | 2008年6月16日  | 意外な素顔……? の巻               |                                |
| 第22回 | 2008年6月30日  | 対決の序曲の巻                   |                                |
| 第23回 | 2008年7月14日  | お帰りなさいませ、ご主人様の巻   |                                |
| 第24回 | 2008年7月28日  | Perfume of Summerの巻            |                                |
| 第25回 | 2008年8月11日  | 私たち花火みたい♪の巻            |                                |
| 第26回 | 2008年8月25日  | ダーティなペアの巻               |                                |
| 第27回 | 2008年9月8日   | アンケート募集！の巻             |                                |
| 第28回 | 2008年9月22日  | twinkle daysの巻                 |                                |
| 第29回 | 2008年10月6日  | twinkle nightsの巻               |                                |
| 第30回 | 2008年10月20日 | 罰ゲームの秋の巻                 |                                |
| 第31回 | 2008年11月3日  | いきなり最終回、みたいな の巻    | 最終回                         |
| 第32回 | 2009年10月26日 | 生徒会長がやってきた！の巻       |                                |

※サブタイトルは、公式ページで発表されたもの。
※太字はゲスト出演の回を示す。

## ゲスト
#0 - 水霧けいと （夕霧ナナカ 役）
#13 - 坂田有希 （九浄リア 役）, 七穂元美 （ロロット・ローゼンクロイツ 役）
#14 -  阪田佳代 （聖沙・B・クリステレス 役）, 阿部留美 （アゼル 役）
#15 - 水霧けいと (夕霧ナナカ 役), 下田麻美 (さっちん 役)
#28 - 今井麻美 (エミリナ 役)
#29 - 長谷川明子 (飛鳥井紫央 役)
#31 - いのくちゆか (サリーちゃん 役)
#32 - 斎賀みつき (咲良シン 役)

## CD
RADiOティンクル☆くるせいだーす vol.1
コミックマーケット73（2007年12月28日）で先行発売。一般発売は2008年2月22日。
第1回から第6回まで、および第0回をWMA型式で収録。またパーソナリティ2人による新規録音のボーカル曲1曲およびそのカラオケを収録。
RADiOティンクル☆くるせいだーす vol.2
コミックマーケット74（2008年8月15日）で先行発売。一般発売は2008年9月26日。
第7回から第19回までをWMA型式で収録。またパーソナリティ2人による新規録音のボーカル曲1曲およびそのカラオケを収録。
RADiOティンクル☆くるせいだーす vol.3
コミックマーケット75（2008年12月28日）で先行発売。一般発売は2009年2月27日。
第20回から第31回までをWMA型式で収録。またパーソナリティ2人による新規録音のボーカル曲1曲およびそのカラオケを収録。

## RADiO ティンクル☆くるせいだーすGoGo Go!

### 番組概要(GoGo Go!)
- 2010年9月4日-2010年11月6日 公式ページにて毎週金曜日配信。
- パーソナリティ:斎賀みつき（咲良シン 役） / 後藤麻衣（パッキー 役）

### コーナー
魔界へようこそ
リスナーから寄せられた、一言の欲望をパーソナリティ2人が交互に叫び飛ばし、ゲストが判断するコーナー。
欲望によってはお仕置きになることもある。最後にゲストも自身の欲望を叫び飛ばし、斎賀が判断する。
第1回はコーナー紹介だった為、パーソナリティ2人が交互に自身の欲望を叫び飛ばし、互いに判断した。
何でもほめちぎってやるゼイ！
リスナーから寄せられた、キーワードをパーソナリティ2人が制限時間内にほめちぎるコーナー。
シン君の大貧乏ばんざーい

### ゲスト
#1 - 阿澄佳奈 (マカロン 役)(メッセージのみで出演)
#2 - 水霧けいと (夕霧ナナカ 役)
#3 - 下田麻美 (さっちん 役)
#4 - こやまきみこ (メリロット 役)
#5 - 長谷川明子 (飛鳥井紫央 役)
#6 - 阪田佳代 (聖沙・B・クリステレス 役)
#7 - 坂田有希 (九浄リア 役)
#8 - ゲストなし
#9 - 伊藤静 (九浄ヘレナ 役)
#10- 阿澄佳奈　(マカロン 役)